# Ляпунов, Прокопий Петрович
Проко́пий (Прокофий) Петро́вич Ляпуно́в (1547 — 22 июля 1611 года) — видный русский политический и военный деятель Смутного времени,
Из дворянского рода Ляпуновы, происходящим от ветви рязанского рода Ильиных. Третий из четырёх сыновей Петра Савича Ляпунова. Имел братьев Александра, Григория и Захария Петровичей.
Историк Соловьёв называет Ляпунова «худородным». Фамилия Ляпунов происходит от прозвища деда Прокопия.

## Служба Фёдору Ивановичу и Борису Годунову
Брат Прокопия, Александр, помогал Шерефединову захватывать на Рязани чужие земли при царе Иване Грозном.
В 1584 году Прокофий Петрович участвовал вместе с Кикиными в подготовке восстания жителей Москвы против Богдана Бельского, распространяя слухи будто бы тот отравил Ивана Грозного, помышляет погубить царя Фёдора Ивановича и многих бояр, чтобы возвести на престол Бориса Годунова. В 1584 году вслед за воцарением Фёдора Ивановича, Борис Годунов всех смутьянов, включая и Ляпуновых подверг опале и разослал в дальние города. Неизвестно, попал ли в их число Прокофий Петрович, так как все Ляпуновы поимённо не названы. Род Ляпуновых находясь в оппозиции к правлению Бориса Годунова высоких должностей не занимали и считался неблагонадёжным. Сохранилось известие, будто бы при появлении Лжедмитрия I в Польше, бояре тайно послали к польскому королю одного из племянников Прокопия Петровича с просьбой помочь самозванцу.

## На службе Самозванца
В апреле 1605 года после смерти Бориса Годунова, отказался присягать Фёдору Борисовичу Годунову и в числе первых согласился с Петром Басмановым и Василием Голицыным перейти на сторону Лжедмитрия I. Историк и знаток Смутного времени С. Ф. Платонов писал: «Прокопий Ляпунов имел большое влияние среди рязанских детей боярских, вместе с ним на сторону самозванца перешла дружина не только Переяславля-Рязанского, но и других рязанских городов (например, Ряжска). Позже к войску присоединились служилые люди из других южных городов. В этом же году находясь в войске под Кромами, Прокопий Ляпунов во многом способствовал укреплению влияния Лжедмитрия».
В 1606 году, до появления Болотникова в верховье Оки, второй воевода в Рязани. В мае после убийства Лжедмитрия I Ляпунов не присягнул Василию Шуйскому и участвовал в восстании Болотникова против Государя. В это время, он арестовал в Рязани и отправил в Путивль самозванцу рязанского наместника боярина и князя В. К. Черкасского, воевод князей Тростенского и Коркодинова, дворян Вердеревского и Измайлова. Рязанские дружины под руководством Прокопия Ляпунова и Григория Сумбулова овладели Коломной, Болотников взял Серпухов, а затем, встретившись с основным войском мятежников на Оке, подступили к Москве, которую продержали в осаде с половины ноября до 02 декабря. Поведение Болотникова под Москвой, показались Ляпунову подозрительным: главным действующим лицом было уже не «царевич Дмитрий», появление которого тщательно ожидали, а сам Болотников, называвший себя царским воеводою. Погромы и воровство мятежников заставило одуматься и принести повинную Василию Шуйскому, вероятно после предварительных сношений с ним.

## На службе у Шуйского
15 ноября 1606 года Прокопий Ляпунов перешёл на сторону Василия Шуйского. Отчасти это было вызвано расслоением восставших на казаков и детей боярских, отчасти — активной агитацией патриарха Гермогена против восстания. С Ляпуновым на сторону Шуйского перешли рязанцы, воеводы Сумбулов и Пашков и многие другие. Отряды Ляпунова приняли активное участие в разгроме армий Болотникова. В декабре этого же года выступил из Москвы на Рязань.
В 1607 году царским войскам предстояло очистить от мятежников Калугу, где засел сам Болотников и Тулу, куда весною пришёл самозванный царевич Лжепётр и путивильский воевода Григорий Петрович Шаховской. Оба они привели казаков, вследствие чего войско Болотникова увеличилось до 30 тысяч человек. 05 июне этого же года в битве на Восьме недалеко от Каширы вместе с воеводами князьями Б. М. Лыковым и А. В. Голицыным он принял участие в решительном сражении. Царское войско одержало победу над «ворами», которыми предводительствовал князь А. А. Телятевский, предрешившую исход всего восстания. В этом же году третий воевода Сторожевого полка в походе из Серпухова в Тулу, в ноябре к нему прислан от Государя сын Владимир с жалованием служилым людям и богатыми ему дарами: камка золотая, сорок соболей, серебряный позолоченный кубок, четыре часки из серебра, ковш серебряный и денег 50 рублей и в этом же месяце получил от царя грамоту с одобрением его действий по привлечению касимовского царя на сторону Шуйского.
Весной 1608 года отряд рязанцев под руководством князя И. А. Хованского и Ляпунова осадил Пронск, занятый приверженцами Лжедмитрия II. Осада была неудачной, и им пришлось отступить. Ляпунов был ранен в ногу «из города из пищали» и передал управление войском своему брату Захарию. С появлением отрядов самозванца под водительством Александра Лисовского царь Василий дал указание Ляпунову сосредоточиться на защите Рязани. Лисовский одержал верх в Зарайской битве и укрепился в Зарайске. Василий Шуйский предписал рязанским воеводам отсылать свои семьи в Москву, опасаясь за их жизнь при осаде Рязани, но к Москве подошло войско Лжедмитрия II и расположилось в Тушино. Случилось то, чего опасался Василий Шуйский, семьи рязанцев попали в «осадное положение», вследствие чего и сами рязанское войско были вызваны в Москву. Во время московской осады царь часто обращался за поддержкой рязанских воевод, требуя от них поставок продуктов и подкрепления. В это время Ляпунов был неоднократно благодарим царём за верность и усердие. В этом же году царь пожаловал ему звание думного дворянина и он стоял у сказывания окольничества Измайлову.
В мае 1609 года Ляпунову было велено идти из Рязани к осаждаемой войсками самозванца и польско-литовским войском к Коломне. На помощь к нему должен был прийти Иван Никитич Салтыков, но в том случае, если бы его не отправили для снятия осады Троице-Сергиева монастыря.

## Участие в Семибоярщине
В 1609—1610 годах второй воевода в Рязани, но принимает активное участие в политической жизни страны.
В конце 1609 года Ляпунов отправил в Александровскую слободу грамоту для находящегося там со своим войском князя М. В. Скопина-Шуйского. В грамоте Ляпунов величал Скопина не князем, а царём, поздравляя его с царством. Энергичный Ляпунов, выводимый из себя медлительностью и неустойчивостью царя Василия Шуйского, преклонялся перед энергичным М. В. Скопиным-Шуйским, сумевшим заключить выгодный договор со шведами и в короткое время одержавшим несколько ярких побед над Яном Сапегой и А. Ю. Лисовским. В порыве гнева Скопин-Шуйский хотел переслать эту грамоту Государю вместе с посланцами Ляпунова, но окружение упросило его этого не делать. Всё это дошло до царя и 23 апреля князя Скопина отравили, и на следующий день он умер. Ляпунов начал распространять грамоты в разные города, в которых обвинял царя Василия Шуйского в отравлении. Вместе с Василием Васильевичем Голицыным — Прокопий начал готовиться к восстанию против царя. Есть известие, что Ляпунов стал поддерживать контакт и с Лжедмитрием II. Обращался он за поддержкой и к князю Дмитрию Михайловичу Пожарскому, находившемуся в то время на воеводстве в Зарайске, послав к нему грамоту со своим племянником Фёдором Ляпуновым. Князь Пожарский не только отказал ему в поддержке, но и переслал его грамоту в Москву, заодно поставив отряды по дороге между Калугой и Рязанью, тем самым перекрыв все сношения Ляпунова с самозванцем. В это время русское войско проиграло Клушинское сражение под руководством брата царя князя Дмитрия Ивановича Шуйского, а рязанцы, будучи послушным орудием в руках Ляпунова, отказались от дальнейшей помощи Шуйским. В столице после осады оставалось много рязанцев, на которых и опирался Ляпунов. Он прислал к своему брату Захарию и князю В. В. Голицыну гонца, побуждая их Шуйского «с государства ссадити». Они намеревались передать власть князю В. В. Голицыну. Посланец побудил их 17 (27) июля 1610 сместить царя. Государственная власть полностью перешла к боярской думе. С. Ф. Платонов писал об этом времени, что Москва лишилась правительства в такую минуту, когда крепкая и деятельная власть была ей столь необходима.
После предварительных переговоров с гетманом С. Жолкевским, московская Боярская Дума, в руки которой перешло управление московским государством, решила предложить московский престол королевичу Владиславу, с соблюдением целого ряда условий. Патриарх Гермоген изъявил согласие на решение Думы, но с условием принятия православия Владиславом. Ляпунов положительно отнёсся к решению думы об избрании польского королевича Владислава на царствование, отправил своего сына Владимира с приветствием к Жолкевскому, стал деятельно заниматься снабжением впущенного в связи с этим в Москву польского войска припасами. В сентябре 1610 года было отправлено великое посольство под Смоленск к королю Сигизмунду III, с просьбой отпустить в русские цари королевича Владислава, в состав которого вошёл и брат Захарий в чине рязанского дворянина.
В это время в рязанских землях казацкие войска, пришедшие в поддержку Лжедмитрия II, занимают города, в том числе и Пронск. Ляпунов отнимает в октябре у них Пронск, затем выдерживает в нём осаду, из которой его освобождает подошедшая из Зарайска дружина под руководством воеводы Дмитрия Пожарского.
Получая известия от брата, Прокопий Ляпунов узнал, что Сигизмунд III сам хочет сесть на московский престол и медлит с отпуском Владислава. В это время патриарх Гермоген отписал Ляпунову, что если польский король не отпустит Владислава и сам решится на русское царство, то он благославляет рязанцев в поход на Москву, защиту православной церкви и освобождает от крестного целования на верность Владиславу.
Смерть Лжедмитрия II, последовавшая 11 декабря 1610 года и возвращение из-под Смоленска многих земских представителей, входивших в состав великого посольства, сильно повлияли на дальнейший ход событий. Ляпунов вместе с патриархом первый начинает взаимодействовать со всеми городами, побуждая к соединению сил против поляков и бунтовщиков. В отместку в Москве поляки разгромили и ограбили двор патриарха, превратившись из защитников во врагов. Весть об этом дошла в первой половине января 1611 года до Нижнего Новгорода и до Рязани, откуда Ляпунов послал грамоту боярам в защиту Гермогена. Ещё до воззвания Гермогена начались выступления против поляков. Одним из первых выступил Нижний Новгород, который вступил в сношения с Ляпуновым, который также готовился к походу на Москву. После взятия Пронска Ляпунов собрал служилых людей из Владимира, Суздаля, Нижнего Новгорода, Рязани, Казани, Шацка и окраинных городов в Коломне. Ратных людей Калуги, Тулы и северских городов собирал в Серпухове.

## Первое ополчение
В январе 1611 года московские бояре сообщили польскому королю Сигизмунду о восстании Ляпунова в Рязани, где он был воеводой. Идеологической поддержкой антипольского мятежа стали грамоты Патриарха Гермогена, который призывал восстать против находившихся в Москве поляков за православную веру. Отряды земских людей, прежде всего из городов Поволжья, направились к столице. Рязанское ополчение возглавил Ляпунов. К земскому ополчению примкнули служившие ранее «Тушинскому вору» Лжедмитрию II князь Трубецкой и атаманы Заруцкий и Просовецкий со своими казаками. В середине февраля Ляпунов дождался прихода из-под Шацка Ивана Карназицкого который собирал мордву, черемис, чувашей, воинов из Темникова и Алатыря, а также других городов, всего около 40 тысяч. С данным войском Ляпунов подошёл в марте к Москве встав у Яузских ворот. Ляпунову предстояла трудная задача сплотить в единое целое людей разных городов, различных национальностей, всевозможных слоёв населения общества, людей которые были и «тушинцами» и в отрядах Болотникова и присягали Владиславу.
Восстание народа в Москве началось 19 марта, ещё до подхода сил ополчения. В этот день произошла страшная резня. Поводом послужил отказ извозчиков помогать полякам тащить пушки на башню. Немцы, находившиеся на службе у поляков со времён Клушинской битвы, вообразили, что началось народное восстание, стали без разбора убивать горожан. Вслед за тем, поляки подожгли город и большая часть Москвы была уничтожена огнём. Пожарский, успешно руководивший боевыми действиями против поляков на Сретенке, был тяжело ранен и эвакуирован в Троице-Сергиеву Лавру. Подошедшие ополченцы и казаки захватили Новодевичий монастырь и укрепления Белого города, заперев поляков и русское правительство Семибоярщину в Китай-городе и Кремле. Началась длительная осада, в результате которой войско Ляпунова захватило: Круглую башню, Яузские, Покровские, Фроловские, Сретенские, Тверские и Петровские ворота.
Ополченцы и казаки создали земское правительство, которое возглавили «тушинец» князь Д. Т. Трубецкой, «тушинский боярин» Заруцкий и Прокопий Ляпунов, который и был являлся главным двигателем и распорядителем. Новый летописец описывая эти события упомянул, что князь Трубецкой и Заруцкий возненавидели Ляпунова и стали мыслить о его убийстве. В это время Ляпунов был занят подыскиванием нового российского Государя. По его убеждению это должен был быть иноземец. Шведский король Карл IX предлагал своего сына Филиппа и Ляпунов решился вступить в переговоры с шведским генералом Делагерди. Ляпунов послал к нему посольства, которому генерал поставил условие о передаче шведам крепостей: Орешка, Ладоги, Ям, Копорье, Иван-города, Гдова. Посланники не решились на такие уступки и только 17 июля 1611 года заключили мирный договор.
В это время возникло возмущение простых людей, которых казаки, которые в основном стояли по дорогам ведущих в столицу, грабили отбирая все пожитки и средства. Ляпунов неоднократно подымал этот вопрос на совещаниях с князем Трубецким, Заруцким и Просовецким, чтобы они унимали своих казаков, от которых не было житья крестьянам окрестных деревень, которых тоже обирали «до нитки». На что от атаманов он получал ответ, что они не позволяют такого делать, а если кто и попадется, то казнят. Между земским (в основном — дворянским) ополчением и казаками возникли раздоры. Вскоре воевода Матвей Плещеев поймал в Николо-Угрешском монастыре 28 таких воров и потопил их в речке. Казаки вынули утопленников и привезли в лагерь под Москву. Собравшись на «круг» подняли шум, что Ляпунов хочет их всех побить и сами задумали его погубить. Узнав об этом он выехал из своего стана и намеревался отправиться в Рязань. Под Симоновым монастырем его нагнали ратные люди и уговорили вернуться.
Смерти Ляпунова желали не только казаки, но и этим решил воспользоваться начальник польского гарнизона в Москве Гонсевский, понимавший, что до тех пор пока во главе войска стоит такой деятельный человек и талантливый военачальник, поражение неминуемо. Одним из московских дьяков, по его приказу, изготовил подложную грамоту, переданную в казачий лагерь, в которой будто бы писалось: «…где поймают казака, бить и топить, а когда, даст Бог, государство Московское успокоится, то мы весь этот злой народ истребим». Фальшивка скрепляла подпись очень похожую на подпись Ляпунова и позволила противникам Ляпунова обвинить его в измене и расправиться с воеводой. Казаками вновь был собран круг, которые дважды посылали за Ляпуновым желая получить объяснения, но он отказывался к ним ехать. Поехал только с третьего раза, получив гарантии безопасности. Когда Ляпунов вошёл в круг, то ему показали грамоту, он согласился, что почерк очень похожий, но уверял, что данную грамоту не писал, и подпись не его. После долгих прений казаки набросились на Ляпунова и убили его. Такая же участь постигла Ивана Ржевского, которые не смотря на давнюю вражду, пытался его защитить. Затем казаки разграбили всё их имущество.
Гибель Прокопия Ляпунова привела к распаду Первого ополчения: земские отряды покинули Москву.
Погребён в Троице-Сергиевом монастыре, могила его находилась у паперти Успенского собора.
Первоначально был погребён в Москве при Благовещенской церкви, что на Воронцовом поле. В 1613 году, его сын Владимир Прокофьевич дал вклад Троице-Сергиеву монастырю в 100 рублей (вероятно перезахоронение было по указанию царя Михаила Фёдоровича), на который в том числе и был перезахоронен отец.

## Семья
Жена Анна Никифоровна Денисова, в иночестве Анна, погребёна в мае 1603 года в селе Исады Спасского уезда. На её могиле имелся надгробный камень с надписью: «лета 7111 (1603) мая день представилась раба Божия Прокопьевна жена Петровича Ляпунова Никифорова дочь Денисова Ушакова инокиня Анна».
От данного брака имел детей:
- Ляпунов Владимир Прокофьевич — воевода.
- Ляпунов Лев Прокофьевич — воевода.
- Ирина Прокопьевна урождённая Ляпунова — супруга окольничего Волынского Фёдора Васильевича Щепа[16].

## Критика
Имеется вероятность, что Прокопий Петрович был похоронен в одной могиле с Иваном Степановичем Ржевским, погибшим с ним в один день, защищая его от казаков. На могильном камне была выбита надпись: «Прокофий Ляпунов да Иван Ржевский убиты 119 (1611) года июля в 22 день».
В исторических документах имеются разночтения в написании имени — Прокофий и Прокопий.
По другим источникам имя жены Прокопия Петровича — Фетинья.